# Alphons Thun
Peter Martin Alphons Thun (* 15. Septemberjul. / 27. September 1853greg. in Dorpat; † 23. September 1885 in Straßburg) war ein Wirtschaftshistoriker und Professor für Nationalökonomie an den Universitäten in Basel und Straßburg.

## Leben
Alphons Thun war der Sohn von Max Thun, Kaufmann und Ratsherr in Dorpat; und Virginie geb. von Wille; seine Ehefrau hieß Clara Kiefer. Er studierte von 1872 bis 1876 Ökonomie an der Kaiserlichen Universität Dorpat. Danach begab er sich zu weiteren Studien nach Berlin und Straßburg. 1880 wurde in Dorpat seine Dissertation über die gewerblichen Betriebsformen in Solingen und Remscheid publiziert.  Noch im selben Jahr kam er als Privatdozent nach Berlin. Ab 1881 war er Professor für Nationalökonomie in Basel und ab 1883 in Freiburg im Breisgau, wo er zwei Jahre später an einer Krankheit starb.

## Leistungen
Wissenschaftshistorisch kann Thun dem Kathedersozialismus zugeordnet werden. So nennt er als Lehrer und Mentoren Ernst Engel, einen der „großen Organisatoren der amtlichen Statistik in Deutschland.“ sowie Georg Friedrich Knapp und Gustav Schmoller. Thun versuchte durch eine streng wissenschaftliche Behandlung von gesellschaftlichen Problemstellungen, wie z. B. der „Arbeiterfrage“, die politischen Kräfte auf diese aufmerksam zu machen und so zu einer Lösung in seinem Sinne zu veranlassen.

## Schriften
- Die Industrie am Niederrhein. In: Staats- und socialwissenschaftliche Forschungen. Band 2, Heft 2–3, Leipzig 1879 (Digitalisate).
- Beiträge zur Lehre von den gewerblichen Betriebsformen. Solinger und Remscheider Industrie. Dissertation, Dorpat 1880.
- Landwirtschaft und Gewerbe in Mittelrussland seit Aufhebung der Leibeigenschaft. In: Staats- und socialwissenschaftliche Forschungen. Band 3, Leipzig 1880/81.
- Geschichte der revolutionären Bewegung in Russland. Leipzig 1883 (Neuauflage in zwei Bänden: bahoe books, Wien 2015).
- Die Vereine und Stiftungen des Kantons Baselstadt im Jahre 1881. Basel 1883.